# 家族熱
『家族熱』（かぞくねつ）は、TBSテレビ「金曜ドラマ」で1978年7月7日から10月6日まで放送された日本のテレビドラマ。連続14話。脚本は向田邦子。
2018年に合津直枝の企画・台本・演出による2人芝居として舞台化される。

## あらすじ
黒沼家は東京の大きな戸建てに住む裕福な家庭。朋子は専業主婦で、17歳年上の夫・謙造、血の繋がらない二人の息子（長男・杉男、次男・竜二）、謙造の父・重光との5人暮らし。テキパキと家事をこなし黒沼家を切り盛りしていた。そんなある日、思いもよらず夫や息子たちが前妻の恒子と会っていることを知り落胆、離婚覚悟で家を出る。高校時代の友人・時子のマンションに居候し、編集の仕事を手伝うことに。
一方、謙造は橋建設の入札で忙しい日々を過ごしていた。それは恒子から得た情報を元にした裏取引も含んでいた。恒子は離婚後、大阪の料亭で仲居頭をしていたおり、そこで耳にした橋建設に絡んだリベートの情報を謙造に流していた。恒子は14年前、謙造の出張中に男と外泊し3歳の末娘・光子を肺炎で死なせていた。そのことへの罪滅ぼしでもあった。橋建設の入札は成功し、謙造は常務取締役へ昇進。しかし喜びも束の間、謙造が贈賄容疑で逮捕されてしまう。心配した朋子は謙造を支えるため黒沼家に帰ってくる。
しばらく体調を崩し入院していた重光は、謙造から恒子に宛てた手紙の存在を知り、その手紙を買い取るため病院を抜け出し恒子に会いに行く。贈賄の証拠に加えて朋子を傷付ける内容だと聞かされたからだ。重光の決死の覚悟が身を結び恒子は重光に手紙を渡す。黒沼家に辿り着いた重光は力尽きそのまま死んでしまう。
重光から恒子に渡された黒塗りの箱には株券や預金通帳が入っていた。それを返すため恒子は重光の葬儀に訪れ一悶着起こす。その日を境に恒子は徐々に虚実入れ混じる言動をするようになる。熱に浮かされるように黒沼家への執着を加速させた恒子は精神に異常をきたし、目を覆うばかりの状態になってしまう。
そんな時、杉男は14年前の曖昧だった記憶が突然よみがえり、真相に衝撃を受ける。
恒子の状況を前に、朋子、謙造、杉男、竜二それぞれの選択が迫られる。

## 出演
黒沼朋子
演 - 浅丘ルリ子
主人公。33歳。20歳で謙造の後妻となり13年黒沼家に仕えてきたが家族からの裏切りにより家出する。結婚前はゴルフ場で経理をしていた。
黒沼杉男
演 - 三浦友和
朋子の義理の息子。26歳。麻酔科医。実母恒子に愛憎相半ばする感情を抱き、朋子にほのかな想いを寄せる。
梅沢時子
演 - 吉行和子（第一回 - 第7回・第9回 - 最終回）
朋子の友人。雑誌の編集者。追突事故の加害者と交際中。
門倉
演 - 伊藤孝雄（第一回 - 第6回・第9回 - 第13回）
時子の交際相手。既婚者。謙造に自分のことを「ヒモ」だと説明。朋子にも魅力を感じている。
島田イズミ
演 - 風吹ジュン
杉男とたまにデートをする仲。朋子に敵対心を持っている。
黒沼竜二
演 - 田島真吾
朋子の義理の息子。謙造の次男。3浪中。朋子に何かと辛くあたる。
黒沼重光
演 - 志村喬（第一回 - 第10回）
謙造の父。73歳。隠居。妻とは死別。松子との再婚を望んでいる。
尾崎松子
演 - 宝生あやこ（第一回 - 第7回）
重光の交際相手。上品で生け花の心得あり。息子一家と団地に同居。
片桐恒子
演 - 加藤治子
謙造の前妻で杉男と竜二の実母。48歳。バー「ブーメラン」のママ 。離婚後大阪の料亭で働いていた。黒沼家に未練があり波乱を巻き起こす。
黒沼謙造
演 - 三國連太郎
朋子の夫。50歳。ヒエダ建設 渉外部長。杉男と竜二の父。前妻恒子と離婚後すぐ朋子を見初め再婚。
その他
演 - 藤木敬士（第一回 - 第四回）、中原京美（第一回 - 第11回・第13回・最終回）、横森久（第三回・第四回・第9回）、吉野佳子（第三回・第5回・第6回）、小沢弘治（第三回・第5回・第6回）、志賀真津子（第三回）、近藤典弘（第三回）、左右田一平（第四回）、河村弘二（第四回・第7回 - 第12回・最終回）、満山恵子（第四回）、角谷美佐子（第四回）、高杉哲平（第6回・第11回）、小林尚臣（第6回）、宮川満（第6回）、飯田テル子（第6回）、中川七瀬（第7回 - 最終回）、ひし美ゆり子（第8回 - 第10回）、小杉勇二（第8回）、水原英子（第9回）、加地健太郎（第9回）、入江正徳（第10回）、真田五郎（第11回）、鈴木弘子（第11回）、倉石一旺（第11回）、宮沢公栄（第11回）、寄山弘（第12回）、逸見慶子（第12回）、花悠子（最終回）、エンゼル・プロ（第5回・第7回・第8回・第10回・第11回・最終回）、劇団いろは（第10回・最終回）

## スタッフ
- 脚本 - 向田邦子
- 音楽 - 告井延隆
- 主題歌 - ローズマリー・クルーニー「クローズ・ユアー・アイズ」
- 制作 - 大山勝美
- 協力 - 銀座マギー[注釈 1]、きもの 鈴乃屋、AX上野衣料、イトキン・ジョネ
- プロデューサー - 鈴木淳生
- 技術 - 中島靖人（第一回 - 第12回）、安藤健治（第13回・最終回）
- 映像 - 安藤健治（第一回 - 第8回・第10回・第11回）、中村秀夫（第9回・第12回 - 最終回）
- 照明 - 和田洋一（第一回・第三回・第5回・第7回・第10回・第11回・第13回）、高橋寛（第二回・第四回・第6回・第8回・第9回・第12回・最終回）
- 音声 - 大友武士（第一回 - 第四回・第6回 - 最終回）、高橋進（第5回）
- ロケ協力 - TBS映画社（第9回）
- 美術デザイン - 桜井哲夫
- 美術制作 - 佐藤勉（第一回・第三回・第5回・第8回 - 最終回）、丸谷時茂（第二回・第四回・第6回・第7回）
- 音響 - 鈴木敏夫
- カラー調整 - 小野英夫
- 演出 - 服部晴治（第一回・第二回・第5回・第6回・第9回・第10回・第13回・最終回）、福田新一（第三回・第四回・第7回・第8回・第11回・第12回）
- 製作著作[注釈 2] - TBS

## 放送日程
| 放送回 | 放送日   | サブタイトル       | 演出     |
| ------ | -------- | ------------------ | -------- |
| 第一回 | 07月07日 | 二人の妻           | 服部晴治 |
| 第二回 | 07月14日 | 母の条件           | 服部晴治 |
| 第三回 | 07月21日 | 夫婦のあやまち     | 福田新一 |
| 第四回 | 07月28日 | 愛情試験           | 福田新一 |
| 第5回  | 08月04日 | 離婚届の値段       | 服部晴治 |
| 第6回  | 08月11日 | 母と息子の関係     | 服部晴治 |
| 第7回  | 08月18日 | 二つの未練         | 福田新一 |
| 第8回  | 08月25日 | かたき同志         | 福田新一 |
| 第9回  | 09月01日 | 女と妻の一夜       | 服部晴治 |
| 第10回 | 09月08日 | 男のうしろ姿       | 服部晴治 |
| 第11回 | 09月15日 | 夕暮れは妻の時間   | 福田新一 |
| 第12回 | 09月22日 | たった一つの妻の座 | 福田新一 |
| 第13回 | 09月29日 | 二人の母の対決     | 服部晴治 |
| 最終回 | 10月06日 | 新しき旅立ち       | 服部晴治 |

## 関連商品
シナリオ
- 向田邦子TV作品集4 家族熱（1982年7月、大和書房）
- 家族熱（1986年1月、新潮文庫、ISBN 978-4-10-129407-0）
- 向田邦子シナリオ集22「家族熱」（2013年1月24日、TVガイド文庫）

ノベライズ
- 中野玲子 家族熱（2000年7月1日、文春文庫、ISBN 978-4-16-727719-2)

## 舞台
合津直枝の企画・台本・演出により2人芝居として舞台化され、2018年5月から6月にかけて東京芸術劇場シアターウエストほかにて上演。
テレビドラマの3年後を舞台に、歳の近い義母と息子との間の激しく揺れる心情を描く。

### キャスト（舞台）
- 朋子 - ミムラ
- 杉男 - 溝端淳平

### スタッフ（舞台）
- 原作 - 向田邦子
- 企画・台本・演出 - 合津直枝
- 美術 - 青木拓也
- 照明 - 倉本泰史
- 音響 - 清水麻理子
- 衣裳 - 宮本茉莉
- ヘアメイク - 貴島貴也
- 舞台監督 - 井関景太
- 宣伝美術 - 宮井勇気
- 宣伝写真 - 関信行
- 宣伝ヘアメイク - 須藤裕美
- 制作 - 半田桃子、野田麻衣
- プロデューサー - 渡辺誠
- 企画製作 - テレビマンユニオン

### 公演日程
- 2018年5月29日 - 6月5日 東京芸術劇場シアターウエスト
- 2018年6月9日 水戸芸術館ACM劇場
- 2018年6月11日 近鉄アート館
- 2018年6月12日 兵庫県立芸術文化センター阪急 中ホール